# Occultic;Nine
Occultic;Nine (オカルティック・ナイン, Okarutikku Nain) est une série de light novel écrite par Chiyomaru Shikura, également créateur de Steins;Gate. Une adaptation en manga, illustrée par Ganjii, est publiée depuis octobre 2015. Une adaptation en série télévisée d'animation, produite par A-1 Pictures, est diffusée depuis octobre 2016.

## Synopsis
Yūta Gamon est un élève de première. Dans l’espoir de faire fortune, il gère le blog d’occultisme Kirikiri Basara, qui traite de sujets mystérieux jours et nuits dans le but de « taillader et trancher » grâce à la science la myriade de phénomènes paranormaux qui ont lieu à Kichijōji. Mais grâce à son blog, il se retrouve entouré d’excentriques. En temps normal, ces personnes ne se seraient jamais rencontrées, mais le destin les a inexplicablement rassemblées. Seulement maintenant, de nombreuses petites « incongruités » surgissent autour d’eux.

## Personnages
Yūta Gamon (我聞 悠太, Gamon Yūta)
Voix japonaise : Yūki Kaji
Ryōka Narusawa (成沢 稜歌, Narusawa Ryōka)
Voix japonaise : Ayane Sakura
Sarai Hashigami (橋上 サライ, Hashigami Sarai)
Voix japonaise : Kaito Ishikawa
Miyuu Aikawa (相川 実優羽, Aikawa Miyuu)
Voix japonaise : Hitomi Yoshida
Tōko Sumikaze (澄風 桐子, Sumikaze Tōko)
Voix japonaise : Shizuka Itō
Aria Kurenaino (紅ノ 亞里亞, Kurenaino Aria)
Voix japonaise : Miyuki Sawashiro
Kiryū Kusakabe (日下部 吉柳, Kusakabe Kiryū)
Voix japonaise : Kishō Taniyama
Ririka Nishizono (西園 梨々花, Nishizono Ririka)
Voix japonaise : Mamiko Noto
Shun Moritsuka (森塚 駿, Moritsuka Shun)
Voix japonaise : Tetsuya Kakihara
Asuna Kisaki (鬼崎 あすな, Kisaki Asuna)
Voix japonaise : Satomi Akesaka

## Light novel
La production d'Occultic;Nine est annoncée lors du Comic Market 83. Le light novel est écrit par Chiyomaru Shikura et illustré par pako. Le premier tome est publié par Overlap le 25 août 2014, et deux tomes sont publiés au 25 avril 2015.

## Manga
Une adaptation en manga dessinée par Ganjii est prépubliée depuis le 7 octobre 2015 dans le magazine Good! Afternoon. Le premier volume relié est publié par Kodansha le 7 avril 2016.

## Anime
L'adaptation en anime est annoncée en mars 2016. La série télévisée est réalisée au sein du studio A-1 Pictures par Kyōhei Ishiguro et Miyuki Kuroki, sur un scénario de To-Jumpei Morita et des compositions de Masaru Yokoyama
. La série est diffusée depuis le 8 octobre 2016 sur Tokyo MX au Japon et en simulcast sur Wakanim dans les pays francophones.

## Jeu vidéo
Une adaptation en jeu vidéo est annoncée en mars 2015.